# Jeanne Camus de Pontcarré
Jeanne Camus de Pontcarré, markisinna d’Urfé, född 1705, död 1775, var en fransk aristokrat och excentriker. Hon är känd för sitt intresse för det ockulta och som kund till Cagliostro och Casanova i deras egenskap av ockultister.  